# Actia lamia
Actia lamia är en tvåvingeart som först beskrevs av Johann Wilhelm Meigen 1838.  Actia lamia ingår i släktet Actia och familjen parasitflugor. Arten är reproducerande i Sverige. Inga underarter finns listade i Catalogue of Life.

## Bildgalleri

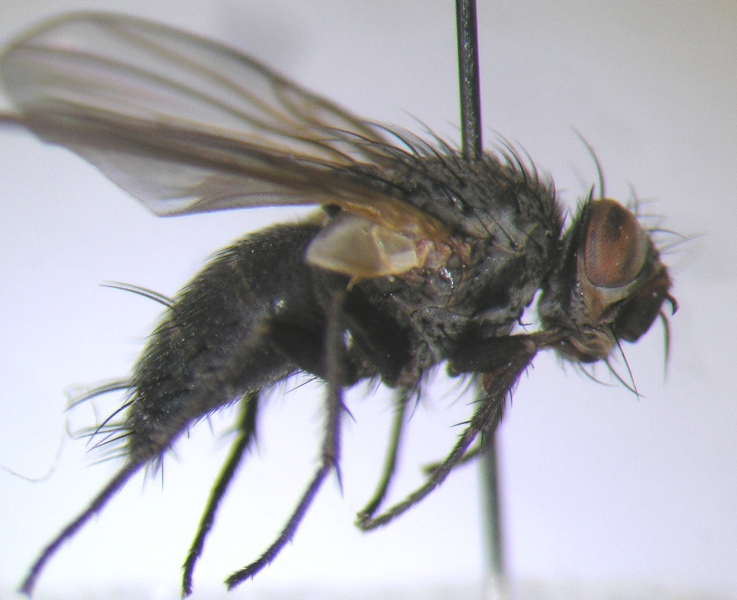